# Костадин Варев
Костадин Георгиев Варев е български политик, кмет на Белово от 2011 до 2023 г.

## Биография
Костадин Варев е роден на 6 януари 1962 г. в град Белово, Народна република България. Завършва средно образование в ТГС „Христо Ботев“ във Велинград, а висше в Лесотехническия институт в София, където придобива квалификация „Машинен инженер“ и специалността „Механична технология на дървесината“. През 1988 г. започва работа като главен инженер в ДП „Чавдар“ Белово. От 1992 г. се занимава с частен бизнес.

### Политическа дейност
На местните избори през 2019 г. е кандидат за кмет на община Белово, издигнат от местна коалиция „Движение Гергьовден“ (Движение „Гергьовден“, Съюз на демократичните сили). На проведения първи тур той получава 1742 гласа (или 35,58%) и се явява на балотаж с втория след него Стойко Стефанов от местна коалиция „Алтернативата на гражданите“ (БСП за България, АБВ, Движение 21, Алтернативата на гражданите) с 1516 гласа (или 30,96%). Печели на втори тур с 2423 гласа (или 49,22%).